# Wolffia columbiana
Wolffia columbiana — многолетнее водное растение, вид рода Вольфия (Wolffia) подсемейства Рясковые (Lemnoideae) семейства Ароидные (Araceae). Растение широко распространено по всей Северной, Центральной и Южной Америке, а также встречается на Кюрасао.

## Описание
Wolffia columbiana — многолетнее водное растение. У этой вольфии 1 или 2 вайи (листоподобных образований), обычно неравных по размеру, каждая вайя от овальной до круглой в поперечном сечении и по контуру, закруглённый наверху, длиной от 0,5 до 1,4 мм, которая в 1-1,3 раза больше ширины, с мешочком у основания, из которого появляются молодые растения. Цвет вайи прозрачно-зелёный с 1-10 устьицами на поверхности и ярко-блестящая внутри. Растение не имеет стеблей и корней и плавает на поверхности воды. Цветки появляются редко. Если единственный цветок образуется, то у него один столбик и одна тычинка, расположен в углублении в центре вайи. Плоды появляются редко. Цветок может дать одно гладкое шаровидное семя.

## Галерея

W. columbiana
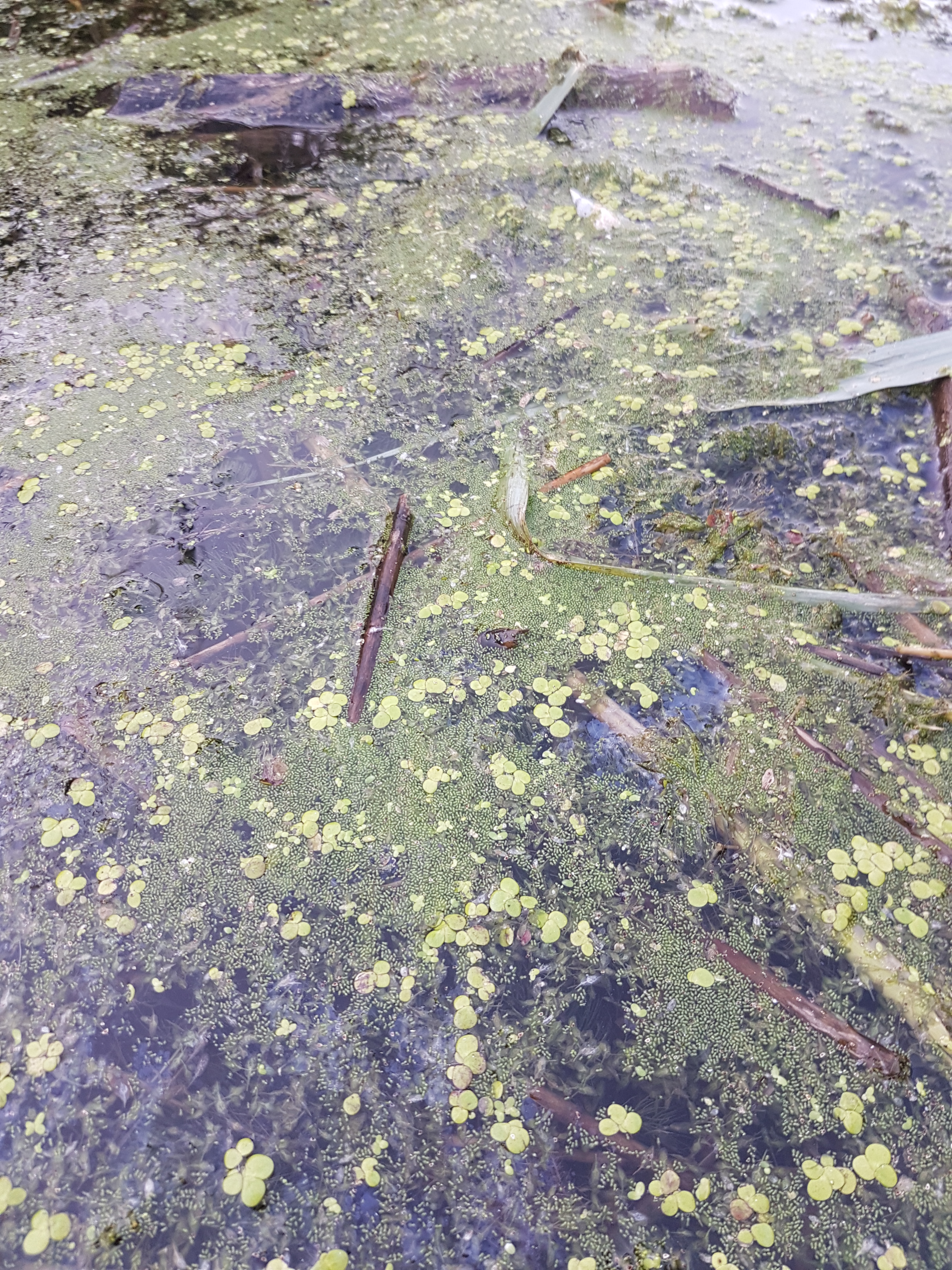
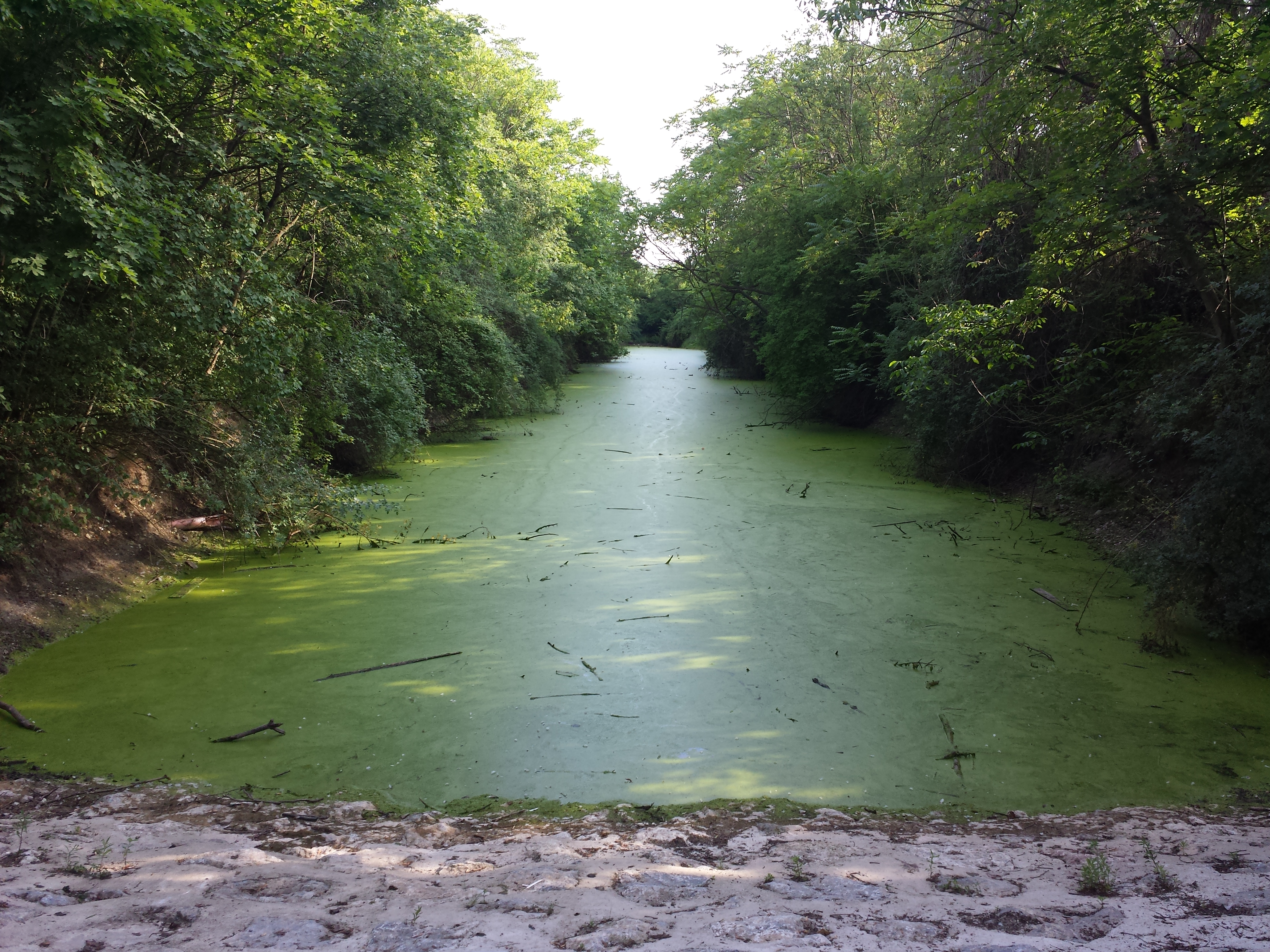
В природе
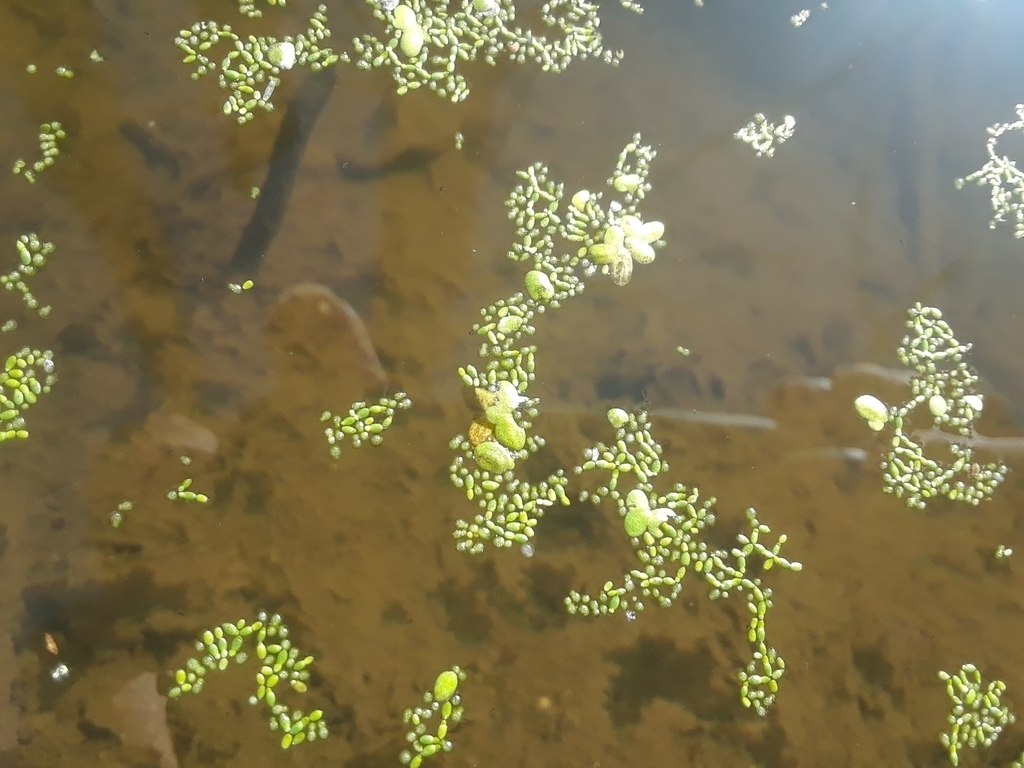
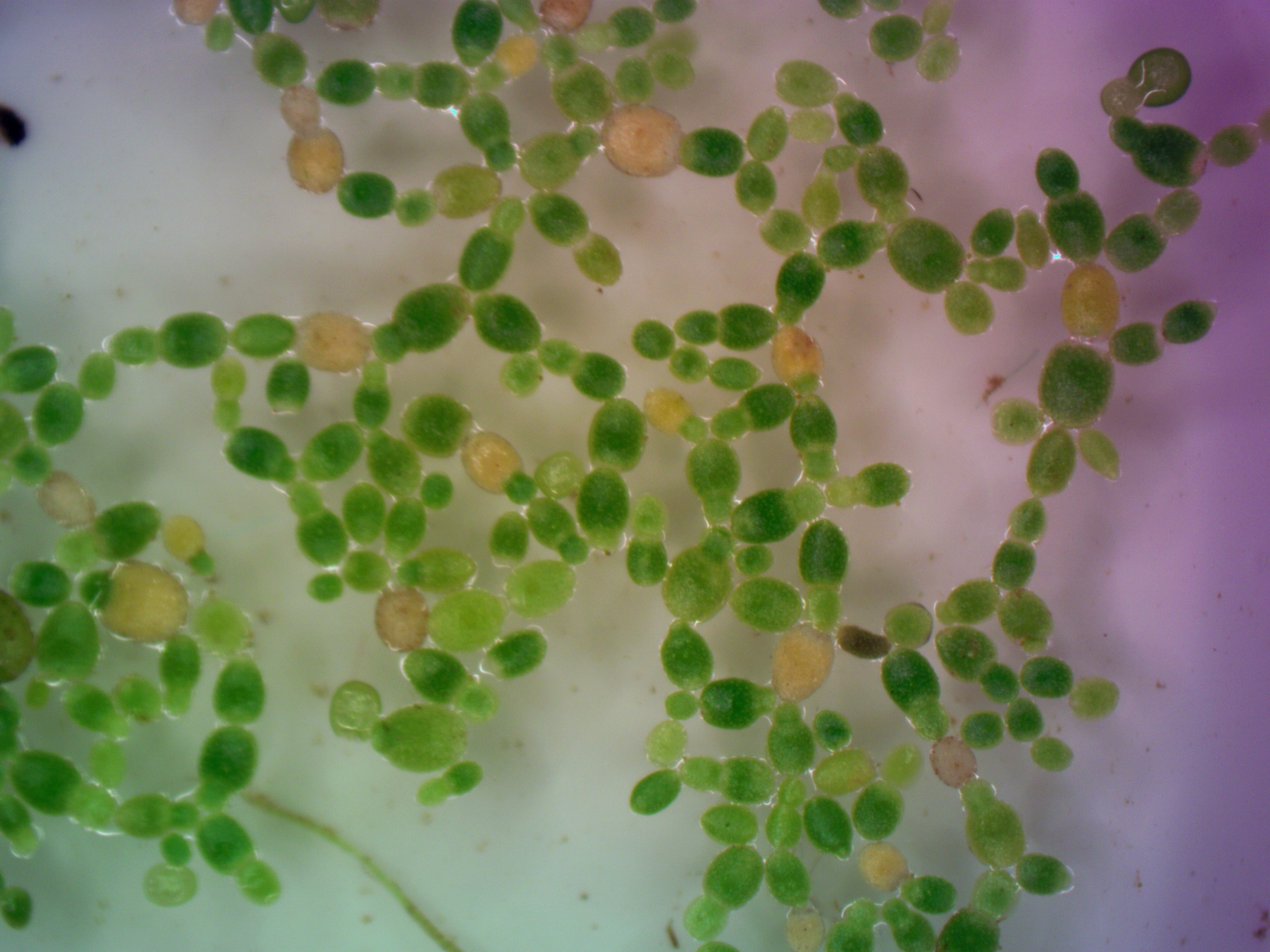
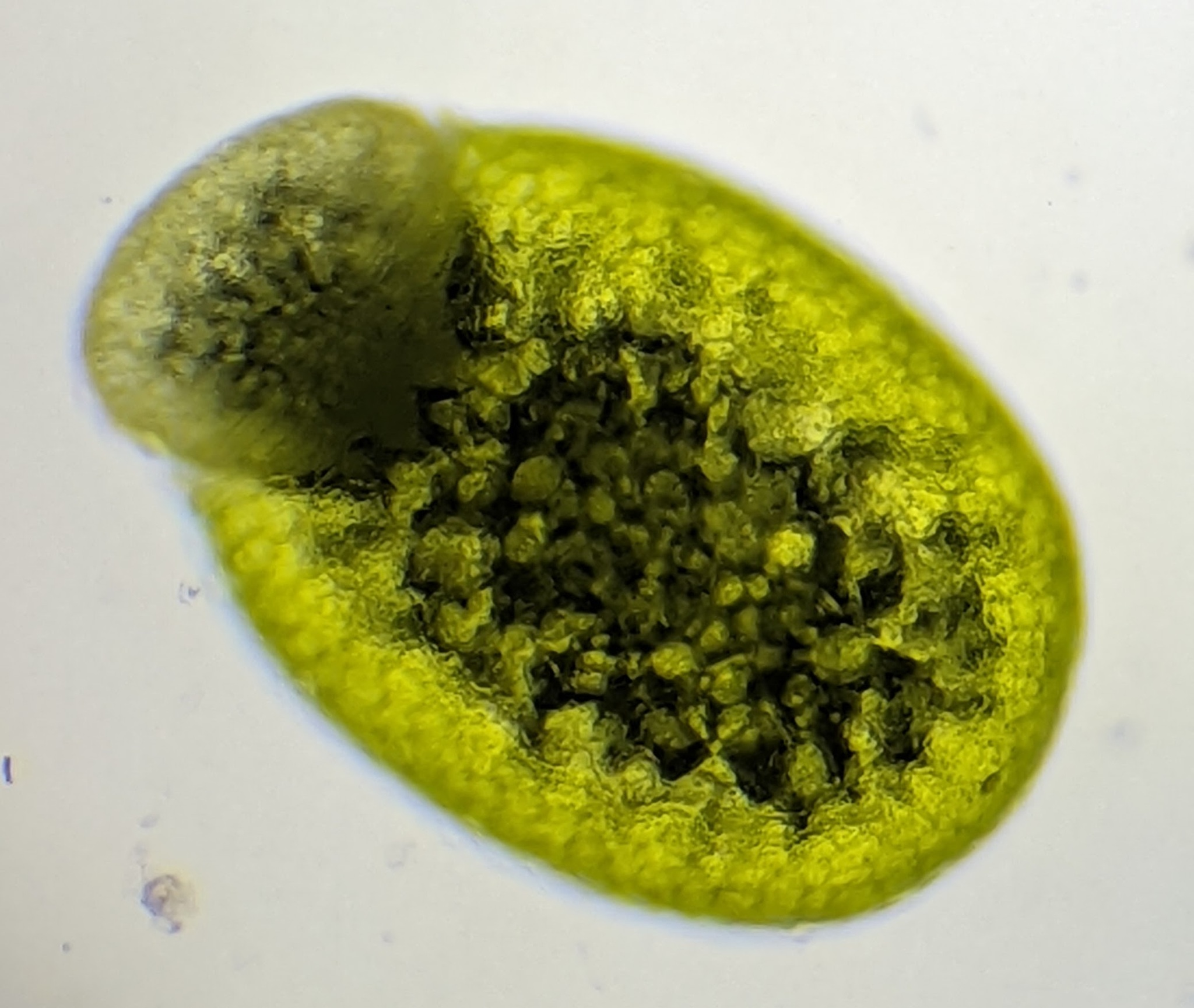
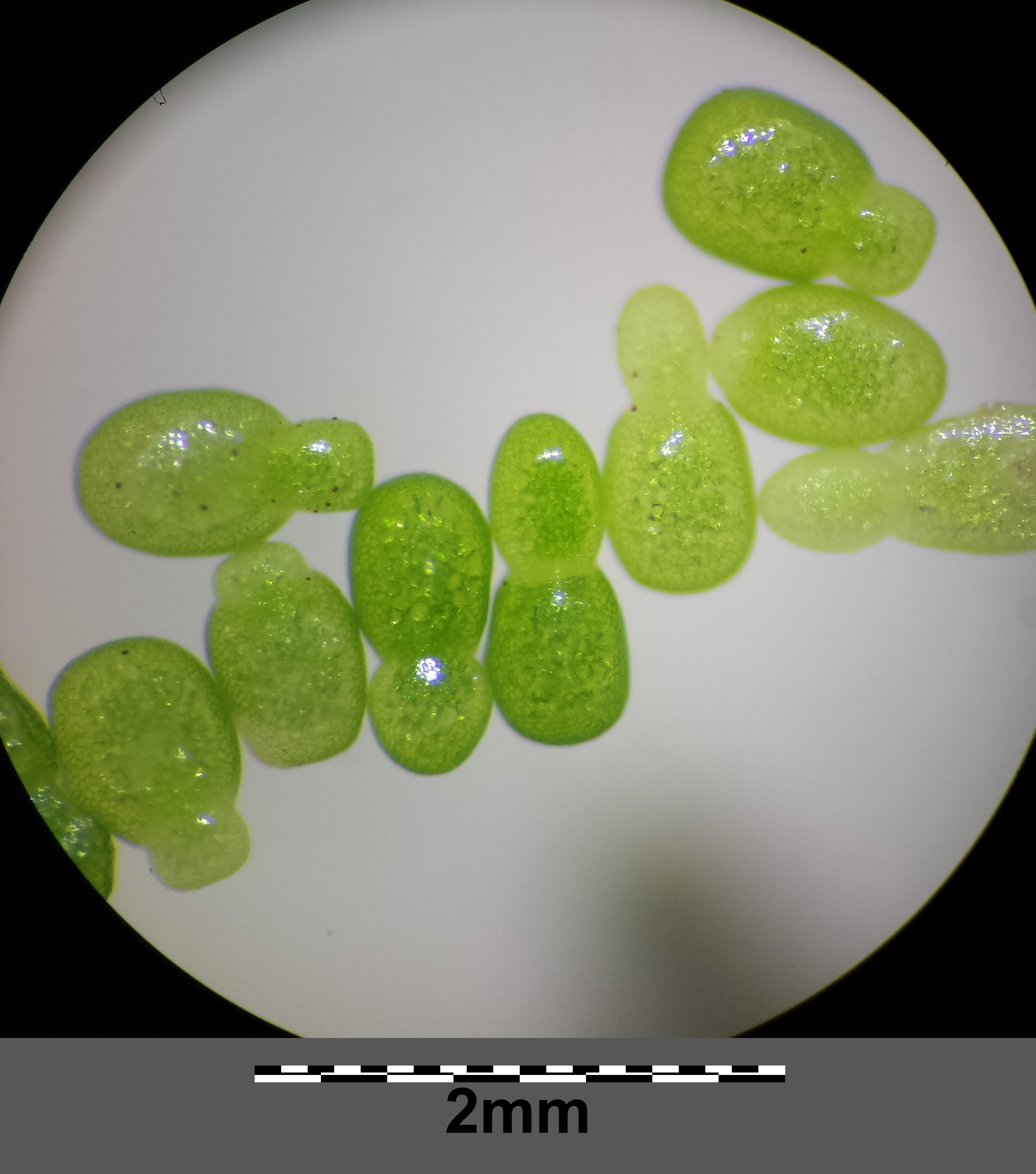